# Красавчик (телесериал)
Красавчик (кор. 예쁜남자, Yebbeun Namja) (англ. Pretty Man / Pretty Boy) — южнокорейский телесериал с участием Чан Гын Сок, IU, Ли Чжан У и Хан Чэён, который выходил в эфир на KBS2 с 20 ноября 2013 по 9 января 2014 года.

## Сюжет
Докго Ма Тэ (Чан Гын Сок) — очень красивый мужчина. В придачу, он амбициозный и честолюбивый человек, стремящийся достичь денежного достатка, используя свою великолепную внешность. Докго Ма Тэ знакомится с экс-супругой известного богача, по имени Хон Юра. Ей импонируют амбициозные цели красавчика, и она становится его наставницей. Хон Юра соглашается помочь Докго Ма Тэ и поручает ему обольстить 10 совершенно отличающихся друг от друга женщин. Все эти женщины добились большого успеха в разных сферах деятельности. А задача Докго Ма Тэ выяснить и постичь те особые способности, которые помогли им в этом.
Но затем в поле зрения Докго Ма Тэ попадает странная незнакомка. Её зовут Ким Бо Тон, она обычная девушка простого происхождения. Ким Бо Тон производит неизгладимое впечатление на Докго Ма Тэ, разрушая привычный уклад его жизни. Сможет ли она сделать так, что он полюбит её?

## Актёры и персонажи
- Чан Гын Сок — Токго Ма Тэ
- IU — Ким Бо Тонг
- Ли Чжан У — Дэвид Чхве
- Хан Чхэён — Хонг Ю Ра